# Trinta (Guarda)
Trinta is een plaats (freguesia) in de Portugese gemeente Guarda en telt 497 inwoners (2001).